# 1948年ロンドンオリンピックのトルコ選手団
1948年ロンドンオリンピックのトルコ選手団（1948ねんロンドンオリンピックのトルコせんしゅだん）は、1948年7月29日から8月14日にかけてイギリスの首都ロンドンで開催された1948年ロンドンオリンピックのトルコ選手団、およびその競技結果。

## 概要
今大会は金メダル6個、銀メダル4個、銅メダル2個の合計12個のメダルを獲得した。

## メダル
| メダル | 選手名                 | 競技       | 種目                               |
| ------ | ---------------------- | ---------- | ---------------------------------- |
| 金     | ナスーフ・アカル       | レスリング | 男子フリースタイルバンタム級       |
| 金     | ガザンフェル・ビルゲ   | レスリング | 男子フリースタイルフェザー級       |
| 金     | セラル・アティック     | レスリング | 男子フリースタイルライト級         |
| 金     | ヤシャル・ドウ         | レスリング | 男子フリースタイルウェルター級     |
| 金     | メフメト・オクターブ   | レスリング | 男子グレコローマンフェザー級       |
| 金     | アフメト・キレッチ     | レスリング | 男子グレコローマンスーパーヘビー級 |
| 銀     | ハリット・バラミル     | レスリング | 男子フリースタイルフライ級         |
| 銀     | アディル・ジャンデミル | レスリング | 男子フリースタイルミドル級         |
| 銀     | ケナン・オルジャイ     | レスリング | 男子グレコローマンフライ級         |
| 銀     | ムフリス・タイフル     | レスリング | 男子グレコローマンミドル級         |
| 銅     | ルヒ・サルアルプ       | 陸上       | 男子三段跳                         |
| 銅     | ハリル・カヤ           | レスリング | 男子グレコローマンバンタム級       |